# ニュー・ファウンド・グローリー
ニュー・ファウンド・グローリー (英: New Found Glory) は、アメリカ合衆国フロリダ州コーラルスプリングス出身のポップ・パンクバンド。

## 略歴
1997年にフロリダ州コーラルスプリングスで同じ高校の同級生だったスティーヴ・クライン（G）、ジョー・モレノ（Ds）、ジョーダン・パンディク（Vo）、イアン・グルーシュカ（B）が結成。結成はグリーン・デイに影響されてのものであった。さらにハードコアバンドシャイ・ハルードでボーカルを担当していたチャド・ギルバート（G/Cho）が加わる。
結成から5ヶ月でマイアミのインディ・パンク・レーベルFiddler Recordsから『IT'S ALL ABOUT THE GIRLS』を発表。その後、ジョー・モレノが音楽性の違いから脱退、後任としてサイラス・ブルーキ（Ds）が加入した。
1999年には12曲入りで初のフル・アルバム『NOTHING GOLD CAN STAY』をマイアミのパンク・レーベルEulogy Recordingsからリリース。そのアルバムから「ヒット・オア・ミス」がスマッシュ・ヒットし、ロサンゼルスのレーベルDrive-Thru Recordsと契約を交わす。
2002年6月、メジャー2作目（通算3作目）となるアルバム『スティックス・アンド・ストーンズ』を発表。ビルボード・チャート初登場4位を獲得した。2003年1月に初来日し、ツアーのチケットはソールド・アウト。さらにサマーソニック03にも再び来日した。以降2007年4月のパンクスプリング、サマーソニック08にも再来日している。
2008年、新たにパンク・ロック・レーベル、エピタフ・レコードに移籍し、2009年2月に移籍第1作目（通算6作目）となるアルバム『ノット・ウィズアウト・ア・ファイト』を発表。日本盤は2週間先行発売であった。2011年には、ゲフィン在籍時にバンドのプロデュースをしていたニール・アヴロンと再びタッグを組んで、通算7作目のアルバム『レディオサージュリー』をリリースする。
2013年12月、結成メンバーでリズムギターのスティーヴが方向性の相違を理由にバンドを脱退する。
2014年、エピタフ・レコードより離脱し、ホープレス・レコードへ移籍。同レーベルより同年10月に通算8作目となるアルバム『レザレクション』をリリースすることを発表した（日本盤はKick Rock INVASIONよりリリース）。

## メンバー
- ジョーダン・パンディク (Jordan Pundik、1979年10月12日 - ) - ボーカル、作詞
- チャド・ギルバート (Chad Gilbert、1981年3月9日 - ) - リードギター、コーラス、作曲
- イアン・グルーシュカ (Ian Grushka、1977年9月4日 - ) - ベース
- サイラス・ブルーキ (Cyrus Bolooki、1980年2月27日 - ) - ドラムス

### 旧メンバー
- ジョー・モレノ (Joe Moreno) - ドラムス（1997年）
- スティーヴ・クライン (Steve Klein、1979年9月29日 - ) - リズムギター、作詞（1997年 - 2013年）

## ディスコグラフィー

### アルバム
| 1999                                      | Nothing Gold Can Stay | - 発売日: 1999年10月19日 - レーベル: Eulogy - 全米売上: 30万枚    | —   | —  | —   | —  | —   |                                               |
| 2000                                      | New Found Glory       | - 発売日: 2000年9月26日 - レーベル: Drive-Thru - 全米売上: 50万枚 | 107 | —  | —   | —  | 136 | - US: ゴールド - UK: シルバー                 |
| 2002                                      | Sticks and Stones     | - 発売日: 2002年6月11日 - レーベル: MCA - 全米売上: 56万枚        | 4   | 33 | 100 | 61 | 10  | - US: ゴールド - CAN: ゴールド - UK: シルバー |
| 2004                                      | Catalyst              | - 発売日: 2004年5月18日 - レーベル: Geffen - 全米売上: 50万枚     | 3   | 32 | 154 | —  | 27  | - US: ゴールド                                |
| 2006                                      | Coming Home           | - 発売日: 2006年9月19日 - レーベル: Geffen - 全米売上: 8.3万枚    | 19  | 48 | —   | —  | 86  |                                               |
| 2009                                      | Not Without a Fight   | - 発売日: 2009年3月10日 - レーベル: Epitaph - 全米売上: 2.6万枚   | 12  | 36 | —   | —  | 83  |                                               |
| 2011                                      | Radiosurgery          | - 発売日: 2011年10月4日 - レーベル: Epitaph - 全米売上: 1万枚     | 26  | 50 | —   | —  | 142 |                                               |
| 2014                                      | Resurrection          | - 発売日: 2014年10月7日 - レーベル: Hopeless - 全米売上: 1.4万枚  | 25  | 33 | —   | —  | 74  |                                               |
| 2017                                      | Makes Me Sick         | - 発売日: 2017年4月28日 - レーベル: Hopeless                      | 40  | 36 | —   | —  | 55  |                                               |
| "—"は未発売またはチャート圏外を意味する。 |                       |                                                                   |     |    |     |    |     |                                               |

### カヴァー&コンピレーション・アルバム
- From The Screen To Your Stereo (2000年)
- From The Screen To Your Stereo II (2007年)
- ベスト･ヒット・NFG - Hits (2008年)